# Rock anticommuniste

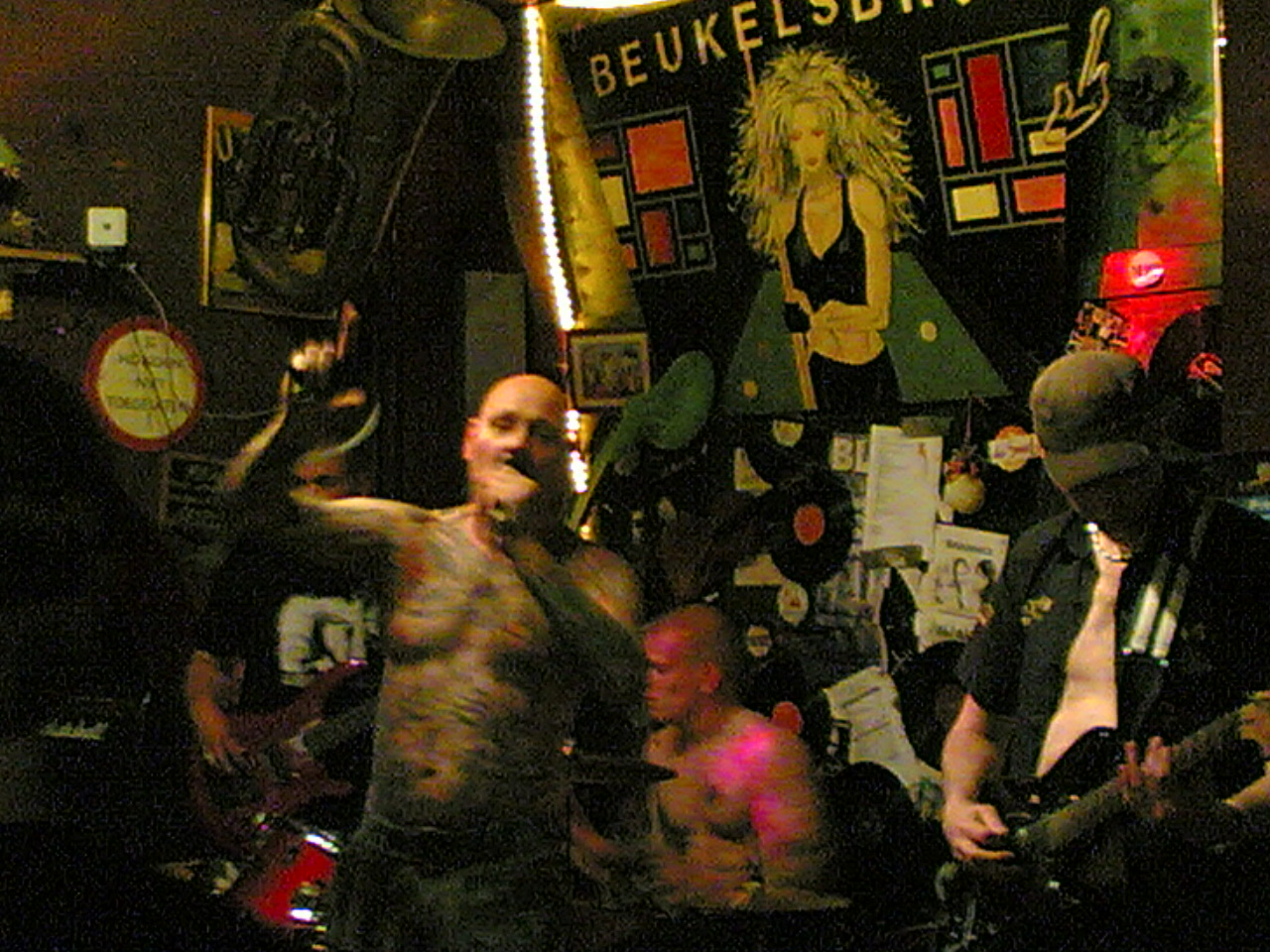
Brigade M en 2009.

Le rock anticommuniste, également abrégé RAC pour rock against communism, est un genre musical, ayant émergé à la fin des années 1970, plongeant ses influences dans le punk rock et la oi!. Le terme de RAC est choisi en réaction aux concerts de Rock against racism (RAR) organisés entre les années 1976-1979. Les principaux facteurs d'identification de ce courant sont les textes d’inspiration anticommuniste, néo-nazie et raciste.

## Histoire

### Les origines britanniques

#### L'influence punk
Le courant musical et culturel qui va précéder l'émergence du RAC est le mouvement punk, issu d'une réaction contre les dérives hippies de la scène rock. La mode punk est lancée par le groupe londonien des Sex Pistols qui, après s'en être pris à la monarchie britannique avec God save the Queen, pousse plus loin la provocation dans Holidays in the Sun en vantant des vacances à Belsen, en référence au camp de concentration de Bergen-Belsen. Le bassiste du groupe porte en outre lors des concerts un t-shirt orné d'un svastika.

#### La naissance de laOi!
Le courant Oi! s’inscrit à son tour en réaction avec le courant punk qui l'a précédé. Le terme de Oi! viendrait de « Hey you! », prononcé avec l'accent cockney. Un des groupes phares de la Oi!, Sham 69, traîne dans sa crew, la Sham Army, de nombreux skinheads. Les musiciens du groupe s'affirment politiquement de gauche et participent aux concerts antiracistes des Rock Against Racism. Pourtant, le fait qu'il diffuse en ouverture de ses concerts l’hymne Land of Hope and Glory, et surtout la composition de sa Sham Army, lui donnent l'image d'un groupe marqué à droite. D'autre part, une bonne partie du public du groupe, à l'instar des skinheads de la Sham army, se rapprochent ouvertement du parti nationaliste National Front, ce qui va inciter les musiciens à dissoudre le groupe.
Aux Sham 69 succèdent des groupes comme Cockney Rejects, Angelic Upstarts ou UK Subs. Ces groupes de Oi! s'affirment tous de gauche, mais, comme Sham 69, entretiennent aussi une image patriotique, ce qui leur amène une large public de skinheads et de supporteurs de clubs de football. Musiciens de gauche et public majoritairement nationaliste vont former un cocktail explosif, qui s'exprime dans les concerts, les tribunes des stades et dans la rue.

#### Les événements de Southall
En juillet 1981, un concert de musique Oï! est donné dans un pub de l'ouest de Londres, dans le quartier de Southall, habité en majorité par des Pakistanais. Le concert dégénère en affrontements physiques entre skinheads et Pakistanais. Ces incidents vont attirer l'attention des médias sur les skinheads. À l'origine, les skinheads écoutaient du reggae et du ska, en côtoyant des populations d'origine antillaise, africaine ou asiatique. Ils ont ensuite évolué avec les groupes punks. Mais l'évolution de la société les amène peu à peu à s'orienter vers des positions politiques d'abord patriotiques, puis nationalistes. De plus, les événements de Southall ont défini leur identité aux yeux des médias : alors qu'une compilation Oï! fait son entrée dans le Top 50 anglais, les majors résilient les contrats et annulent les festivals programmés à Manchester et à Bradford. Les conséquences sont immédiates : la Oï! bascule, contrainte et forcée, dans la dissidence.

#### Le groupeSkrewdriver
Sautant sur l'occasion, Joe Pearse, le responsable de la branche jeune du National Front, se rapproche alors d’un musicien Oi! charismatique, leader du groupe Skrewdriver : Ian Stuart Donaldson. Le groupe est né en 1976, au sein de la mouvance punk, mais, dès 1978, il s'est réorienté vers un engagement politique nationaliste. Le petit parti avait précédemment déjà tenté l'expérience, dans la ville de Leeds, de regrouper les nationalistes du courant punk, en lançant un mouvement musical nommé RAC, Rock against communism, en réaction face aux concerts de Rock against racism.
La rencontre entre les deux hommes donne l'occasion de relancer le RAC et de radicaliser une partie de la mouvance skinhead. Ensemble ils fondent le White Noise Club, une structure de promotion de concerts, en même temps qu'un label de production. Sous l'égide du National Front seront alors organisés deux fois par année des festivals de RAC dans une ferme du Suffolk, rassemblant à chaque fois plus d'un millier de skinheads.

#### Naissance deBlood & Honour
En 1987, Ian Stuart rompt avec le National Front et crée Blood & Honour, avec l'aide de Nicky Crane. La nouvelle organisation sera à la fois une revue, une structure fédérative de niveau international, un distributeur de merchandising, de disques et de matériel politique. En réaction à la création de Blood & Honour, les skinheads de gauche constitueront les SHARPS (Skinheads against racial prejudice).

### Allemagne
Le premier label allemand est Rock-O-Rama, fondé en 1980. Il produit d'abord des groupes punks orientés à gauche, puis il va prendre en charge les groupes skinheads les plus politisés, dont même Screwdriver. Les premiers groupes allemands seront Vortex, Body Checks, Endstufe et Landser. Déjà dans les années 1980, certains concerts rassemblent près d'un millier de skinheads dans la banlieue de Munich.
Rock-O-Rama cesse ses activités en 1993, après avoir produit 173 titres.

### France

#### Les débuts
En France, comme en Angleterre, le RAC va peu à peu émerger de la rencontre entre une nébuleuse de groupes Oï! plus ou moins éphémères et au look encore incertain (crête ou crâne rasé), et les clubs de supporteurs de football, comme le Kop de Boulogne. L'un des groupes précurseurs français est le groupe Oï! Komintern Sect, fondé en 1981 à Orléans, qui, comme son nom le laisse entendre, cultive l’ambiguïté. Le groupe crée son propre label de production, Chaos productions. Le ton est à la violence et la provocation avec un humour pas toujours bien compris. Le groupe disparaîtra en 1987, après avoir produit trois albums. Entre-temps, il se sera produit avec les premiers groupes de RAC français : avec Evil Skins en 1985 et Brutal Combat 1986.
Les premiers groupes français à adopter le style vestimentaire et musical skinhead sont R.A.S. (1982-1983) et Swingos Porkies (1979-1983). Ces groupes ne sont toutefois pas caractérisés par une ligne politique claire. R.A.S. joue même à la Fête de l'Huma en 1983. En revanche, les pionniers du RAC Bunker 84 (Méru, 1984-1989) ne laissent plus de place à l’ambiguïté quant à leurs orientations politiques.

#### La radicalisation
Les groupes qui émergent dans la deuxième moitié des années 1980 sont tous clairement politisés. Issus des banlieues, ils jouent et enregistrent pour un public. Mais les représentants de la droite institutionnelle, ainsi que ceux qui aspirent à le devenir se montrent incapables de tirer parti de ce qui est en fait une réaction culturelle. Il ne reste donc aux groupes qu'une solution : se tourner vers les mouvements politiques les plus radicaux, comme le Parti nationaliste français et européen. Les groupes de cette génération les plus connus sont Tolbiac's Toads, Evil Skins, Kontingent 88, Légion 88, Brutal Combat et Nouvelle Croisade.
C'est à cette époque qu'une tentative de structuration du courant sub-culturel a lieu. Serge Ayoub est un jeune leader actif du milieu skinhead depuis le début des années 1980 avec sa propre bande, le Klan. Il décide de structurer le courant à partir d'un mouvement qu'il crée spécialement en 1987 : les Jeunesses nationalistes révolutionnaires. Les JNR et les skinheads en général sont alors projetés sur le devant de la scène médiatique en France. Les JNR sont même un moment intégrés en tant que structure autonome au sein du mouvement nationaliste-révolutionnaire Troisième Voie, qui espère toucher ainsi une population avec laquelle il a peu de contacts, en se servant de la musique. On voit alors les JNR alignés sur quatre colonnes  participer au traditionnel défilé de Jeanne d'Arc. Mais les mouvements politiques se méfient de ces groupes de jeunes, qu'ils considèrent comme à la fois trop indisciplinés et comme trop médiatisés. Ainsi, le Front national, après les avoir tout de même testés sans succès pour son service de sécurité, gardera toujours ses distances avec les skinheads,.

#### Labels
Le premier label de RAC français est Rebelles européens, fondé en 1986 par Gaël Bodilis, par ailleurs ex-manager du groupe Brutal Combat, alors produit par Rock-O-Rama. La structure produit alors la quasi-totalité des groupes français, plusieurs groupes italiens, comme Verde bianco rosso, et même des groupes anglais comme No Remorse. C'est aussi Rebelles européens qui va organiser le tout premier concert de RAC en France, prévu le 28 mai 1988 à Brest. Des skinheads arrivent de toute la France, et même d'Italie, de Grande Bretagne, de Belgique et d'Allemagne. Mais c'est un échec, car le concert est annulé au dernier moment par la préfecture. Toutefois, Bodilis ne laisse pas tomber. Il éditera quarante-cinq singles, trente LP, dont des compilations comme Debout!, et cinq CD avant son retrait en 1994.
Parmi les labels actuels on peut citer un label indépendant, Street Fighting Records, actif dans l'ouest de la France.

#### La «maturité»
La chute du mur de Berlin et l'effondrement du régime soviétique oblige le courant RAC à se repositionner. Les skinheads français, issus des banlieues, considèrent que le problème principal n'est plus idéologique mais ethnique. Certains vont même tenter de renommer le RAC en « Rock anti Cailleras ». De manière générale, un changement qualitatif, aussi bien aux niveaux musical et technique qu'au niveau textuel se remarque, particulièrement à partir de la fin des années 1990. Les principaux groupes qui incarnent cette « maturité » du RAC français sont Frakass (fondé en 1986 mais dont la longévité atteindra 2015), Lemovice (fondé en 1999), Hold Fast (issu de Haïs et fiers, créé en 2005).

### Italie

#### LaMusica alternativa di Destra
En Italie, c'est au début des années 1970 que les premiers groupes de musique de droite éclosent. Le Fronte della Gioventù, la branche jeunesse du MSI donne de plus en plus d'importance au « travail culturel ». Chaque été, à partir de 1977, le FdG va organiser des Campi Hobbit : durant trois jours, des milliers de jeunes se rassemblent pour assister à des débats politiques, des forums culturels et des concerts de musique. À cette époque, le facteur militant l'emporte sur l'aspect musical : le style est simple, plutôt ballade et folk, avec des paroles très politisées. C'est ce que l'on va appeler la Musica Alternativa di destra. Les premiers groupes à se former sont la Compagnia dell'Anello et Amici del Vento.

#### Janus
Durant l'été 1976 se forme alors le premier groupe de rock de droite : Janus. Au milieu des groupes folk, il fait figure d'exception. D'abord hard-rock brut, il intègre bientôt un flûtiste et un claviériste. Son succès est immédiat. Mais en 1980, les tensions politiques et la répression liée à l'attentat de Bologne font taire les musiciens politisés, qui se tournent vers les morceaux instrumentaux.

#### La naissance du RAC italien
Il faut attendre le milieu des années 1980 pour que naisse en Italie une scène musicale skin ouvertement nationaliste. Le premier groupe à émerger est Plastic Surgery, qui disparaît en 1987. La succession est reprise par Peggior Amico, Intolleranza, proche des thèses du mouvement national-révolutionnaire Terza posizione, Verde bianco rosso, plus modéré, ou Klasse Kriminale, nettement moins politique.

#### L'essor des années 1990
Ces groupes disparaissent ou s'effacent entre 1989 et 1990. Mais, en revanche, les skinheads italiens, de plus en plus nombreux, s'organisent et, au début des années 1990, créent des structures comme le Veneto Front Skinheads (Vérone) et le Perimetro (Rome), ainsi que plusieurs labels de production. Ces structures organisent des concerts, qui permettent aux nouveaux groupes de se produire, et invitent aussi des groupes d'autres pays européens. Pourtant, la loi Mancino « contre la discrimination raciale, ethnique ou religieuse », adoptée en juin 1993, fait disparaître de nombreux groupes radicaux.

#### Vers le rock identitaire
À partir de 1997, de nouvelles tendances musicales vont concurrencer le RAC italien. La naissance du mouvement Casapound en 2003 va d'emblée propulser les groupes qui lui sont proches en avant. La dynamique du jeune mouvement va attirer une nouvelle génération de jeunes de droite. Les groupes Skinheads vont alors peu à peu passer au deuxième plan, devant les groupes de rock identitaire, comme Zetazeroalfa, Bronson ou Sköll,,.

## Idéologie et diffusion
Le RAC désigne un style musical issu du rock adopté par des groupes prônant le nationalisme et/ou la supériorité de la race blanche ou de certains peuples asiatiques (Yellow Power au Japon, et Malay Power en Malaisie) à d'autres. Le RAC reste le principal vecteur de leurs idéologies. Les discours présents sont généralement la haine des étrangers, le rassemblement des « peuples blancs » ou asiatiques, des ébauches de récits politiques, mythiques ou historiques (généralement lié au courant négationniste), et des discours réactionnaires.
Cependant, certains groupes (Combat 84, The Last Resort, Condemned 84, Close Shave et Miburo) se sont parfois produits sous l’appellation RAC sans être pourtant des groupes ouvertement néonazis mais voulant marquer leur opposition au communisme et à ce qu'ils considèrent comme des tentatives de récupération de la scène par l'extrême gauche.
Depuis la fin des années 1990, on peut noter une nette évolution dans les styles musicaux des groupes évoluant dans la mouvance RAC. Si auparavant ce courant était musicalement très proche des groupes Oi! britanniques, d'autres tendances sont apparus avec la globalisation du phénomène. Ainsi il n'est pas rares de voir des groupes affiliés à ladite scène évoluer dans des styles apparentés au heavy metal, au punk hardcore, au punk rock classique, voire plus marginalement à la musique industrielle ou au rap.
Ce style musical n'est guère présent dans les bacs des disquaires, les amateurs du genre se fournissant via Internet ou par des librairies spécialisées. Les créateurs et diffuseurs de ce type de musique sont souvent condamnés pour incitation à la haine raciale et apologie du nazisme,,.
En Suisse en 2015, un concert RAC a fait scandale à cause de sa diffusion d'idées néonazies.

## Groupes notables
En France, les groupes notables du genre incluent : Evil Skins, Fraction, Kontingent 88, Légion 88, Tolbiac's Toads.
À l'international, ils incluent : Brigade M, English Rose, Kolovrat, Skrewdriver, Skullhead[réf. nécessaire].

### Vidéographie
- Yves Claude, Skinheads à la droite de l'extrême, 10 septembre 2012, Canal+, Spécial investigation, 52 min, lire en ligne et voir en ligne.